# DKW 3=6 Monza
De DKW Monza is een 2+2-zits sportwagen van Auto Union op het onderstel van de DKW 3=6 (F93). Het model is vernoemd naar het wereldberoemde grand-prixcircuit Autodromo Nazionale Monza in Italië. Met deze auto werden in 1956 vijf wereldrecords gevestigd.

## Geschiedenis
Na de overwinningsreeks van 1954 en 1955 met de DKW F91 in de Europese toerwagen- en rallysport, ontwikkelden twee coureurs een sportieve carrosserie voor het succesvolle model. Günther Ahrens en Albrecht W. Mantzel ontwierpen een sportwagen op basis van de 3=6 met een extreem lichte kunststof carrosserie met lage luchtweerstand.
Met drie cilinders, 906 cc en 40 pk haalde de seriematige sedan een topsnelheid van 125 km/u. De sprint van 0 naar 100 km/u nam 31 seconden. De Monza haalde met dezelfde motor 140 km/u snel en versnelde in 20 seconden van 0 tot 100 km/u. 
De complete auto's werden eerst vervaardigd door Dannenhauer & Stauss in Stuttgart, vervolgens door DKW-dealer Fritz Wenk, die ze liet bouwen door Massholder in Heidelberg en uiteindelijk door Robert Schenk in Stuttgart-Feuerbach. 
De Monza-productie werd in 1958 gestopt nadat de Auto Union 1000 Sp in 1957 was geïntroduceerd en Auto Union weigerde om nog nieuw chassis voor de Monza te leveren. 

### Aantal geproduceerde exemplaren
Er zijn tegenstrijdige berichten over de geproduceerde cijfers.  Een van de redenen hiervoor is dat er nooit nauwkeurige documentatie over is geweest.  Verschillende fabrikanten produceerden de voertuigen op verschillende tijdstippen.  Een verdere complicatie is dat gebruikte Schenk-voertuigen ook kunnen worden omgebouwd tot Monza's.
Na een analyse van de momenteel 59 bekende chassisnummers uitgevoerd in 2022, kan worden aangenomen dat er slechts 75 voertuigen (±2) zijn geproduceerd.  Wereldwijd zijn er nog 50 voertuigen.

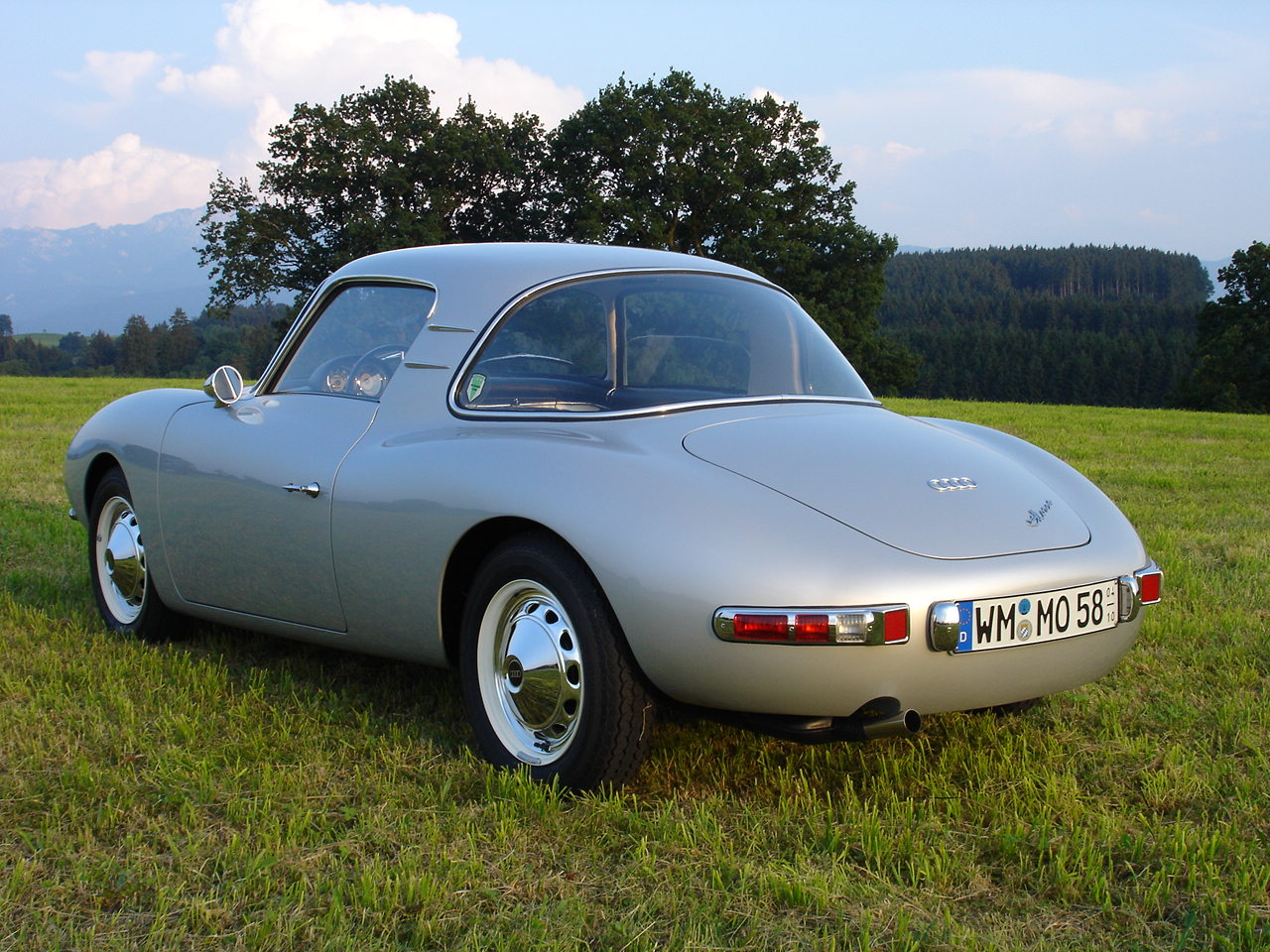
DKW Monza, achterzijde
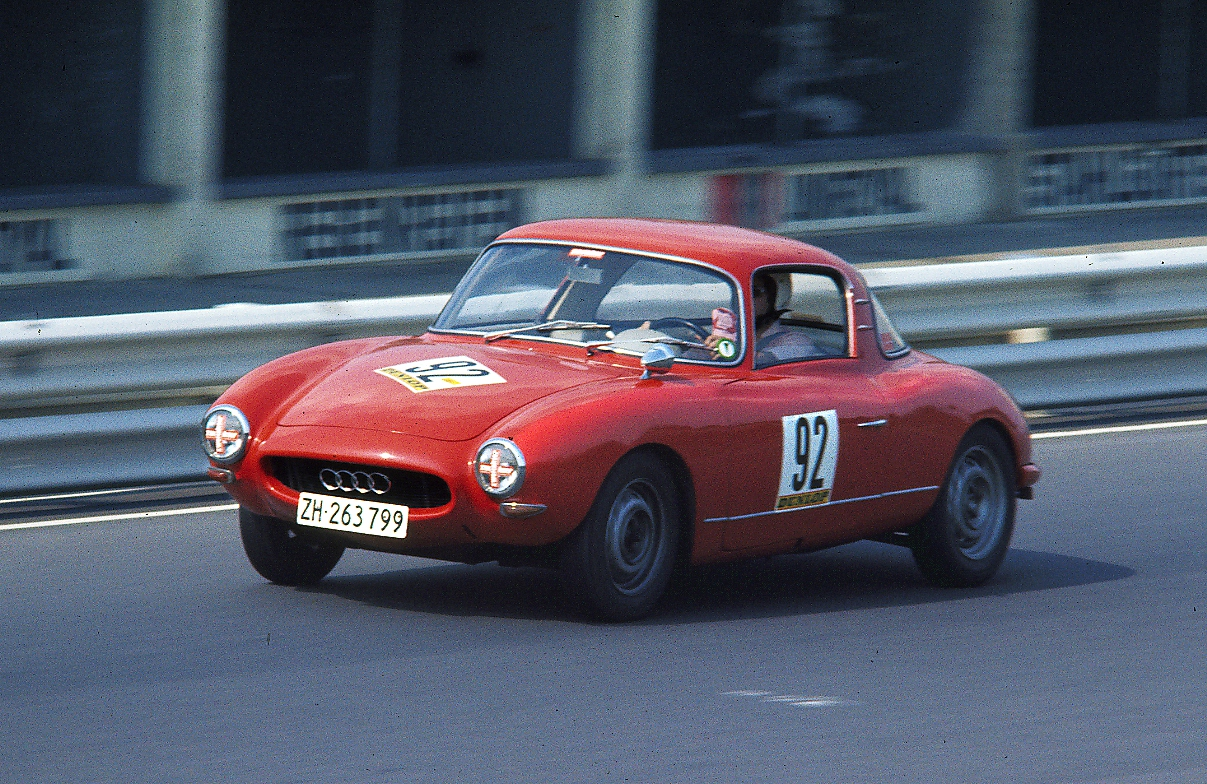
DKW Monza in 1976 op de Nürburgring
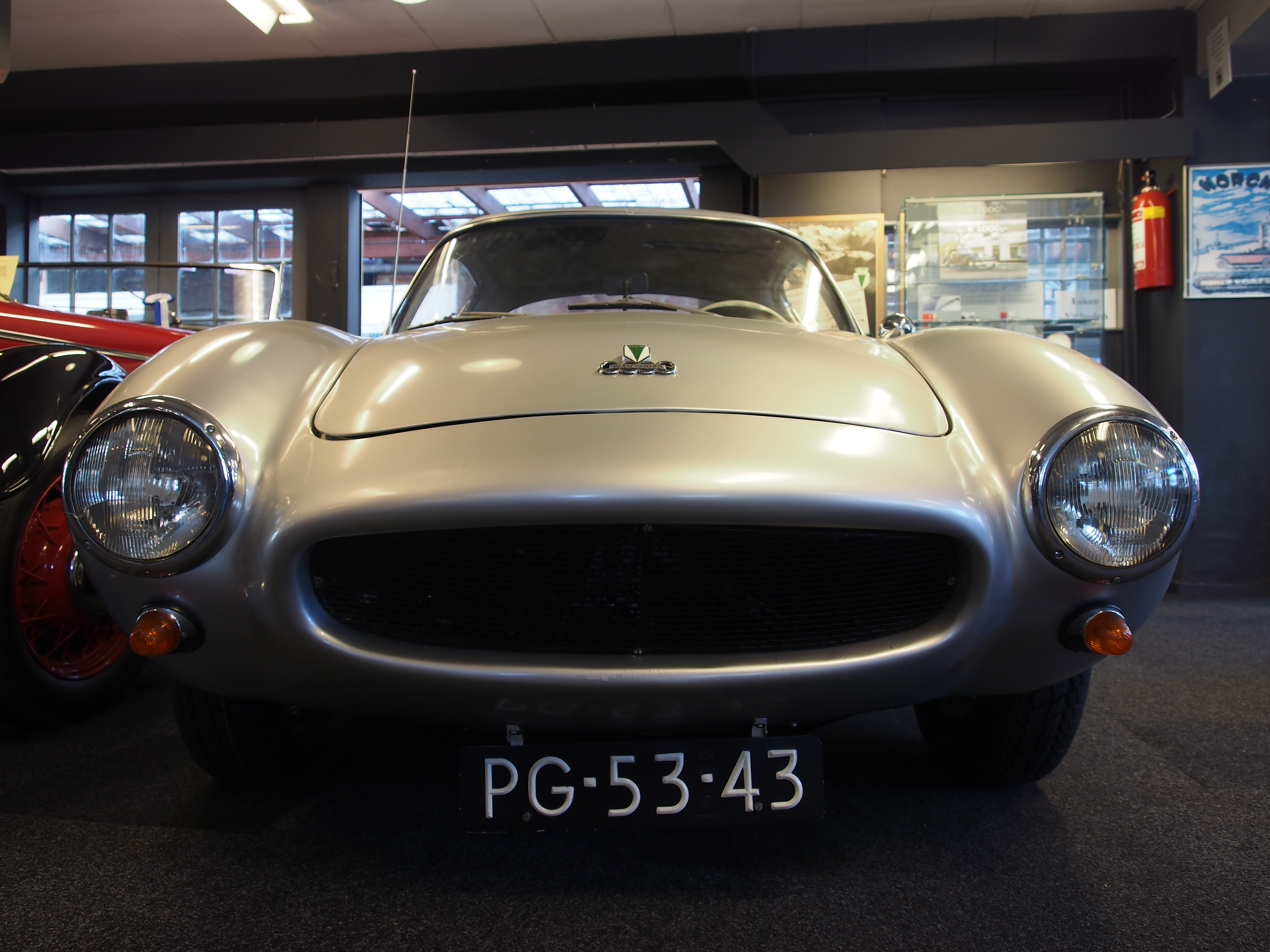
Nederlandse DKW Monza in het Auto-Union Museum in Bergen
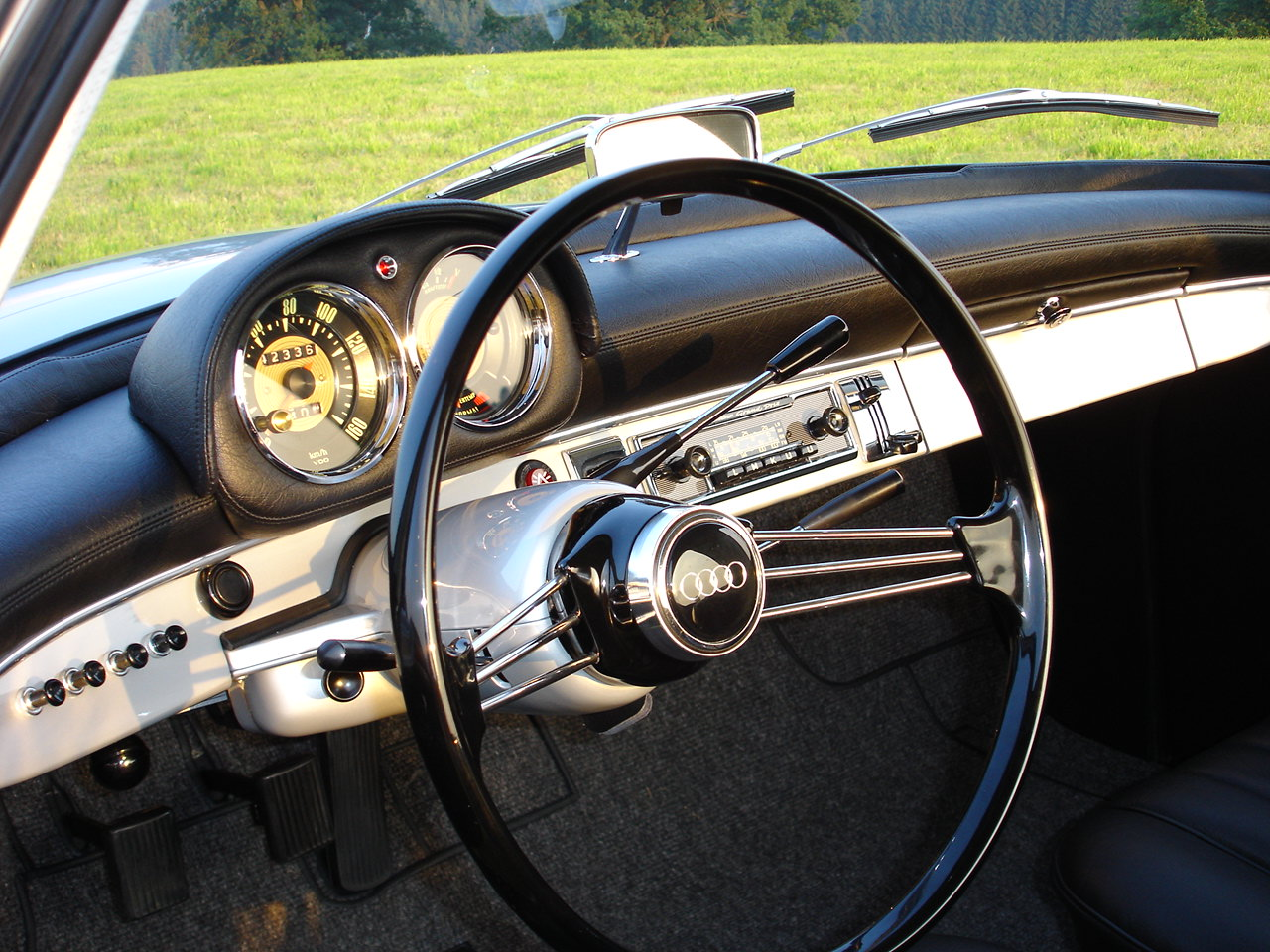
DKW Monza, dashboard

Modellen voor 1945:
Type P · 
4=8 (V 800/V 1000/Sonderklasse/Schwebeklasse) · 
F1 · 
F2 · 
F4 · 
F5 · 
F7 · 
F8 · 
F9 (prototype)
Modellen na 1945:
F10 · 
Meisterklasse (F89) · 
Sonderklasse (F91) · 
3=6 (F93/94) · 
Monza · 
Junior · 
F11/F12 · 
F102
Terrein- en bedrijfswagens:
Munga (F91/4) · 
DKW Schnellaster · 
DKW F 1000 L
Merknaam Auto Union:
1000 · 
1000 Sp
Afgeleide modellen:
IFA F8 · 
IFA F9 · 
Audi F103